# Crassula maputensis
Crassula maputensis (лат.) — вид полусуккулентных растений рода Толстянка (Crassula) семейства Толстянковые (Crassulaceae), естественно произрастающий на территории Мозамбика.

## Ботаническое описание
Однолетняя (или также многолетняя) трава, рассеянная и несколько мясистая, голая. Стебли достигают до 28 см в длину, распростертые, с разветвлениями в форме подобных вилкам, иногда жесткие и при основании высокие, образуя корни в нижних узлах. Ветви до 18 см длиной, распростертые или восходящие, тонкие и имеют зеленую листву на концах; нижние междоузлия до 3-5 см в длину, последующие короче по мере приближения к верху. Листья имеют размеры от 0-6-2-5 х 0-15-0-7 см, от лопатчатых до продолговато-эллиптических, с тупыми или почти тупыми верхушками и частично заостренными у основания, с цельными краями, сужающиеся к верхушке; основание листа либо субпетиолярное, либо редко суженное внизу, слегка сросшиеся, плоские и темно-зеленые, либо почти прозрачные при высыхании.
Цветки пятичленные, располагаются поодиночке в пазухах, обычно на всей длине стебля и ветвей; цветоножки тонкие, имеют длину от 7 до 40 мм. Чашечка длиной от 1-25 до 2 мм, приблизительно половину длины венчика; чашелистики продолговато-линейные, тупые, немного срастаются у основания. Венчик длиной от 3-5 до 4 мм, белый; лепестки шириной от 1-5 до 2 мм, продолговато-эллиптические или обратнояйцевидные, вогнутые и слегка выпуклые. Тычинки превышают венчик более чем на половину; нити длиной от 2 до 2-25 мм; пыльники примерно 0-25 мм длиной, окрашены в жёлтый цвет. Листовки имеют длину от 2 до 2-5 мм. Семена размером от 0-3 до 0-4 мм, продольно-линейно-ребристые.

## Распространение и экология
Растение произрастает на затененных лугах, в открытых лесах и зарослях, на влажных песчаных или глинисто-песчаных почвах. Его ареал известен только в Мозамбике, но возможно также присутствует в Натале.

## Таксономия
Crassula maputensis R.Fern., первое упоминание в Bol. Soc. Brot., sér. 2.A, 52: 178 (1978).